# Успенка (Локтівський район)
Успе́нка (рос. Успенка) — село у складі Локтівського району Алтайського краю, Росія. Адміністративний центр та єдиний населений пункт Успенської сільської ради.

## Населення
Населення — 1135 осіб (2010; 1163 у 2002).
Національний склад (станом на 2002 рік):
- росіяни — 96 %